# Distretto di Tandahimba
Il distretto di Tandahimba  è un distretto della Tanzania situato nella regione di Mtwara. È suddiviso in 30 circoscrizioni (wards) e conta una popolazione di 227 514 abitanti (censimento 2012).
Elenco delle circoscrizioni:
- Chaume
- Chikongola
- Chingungwe
- Dinduma
- Kitama
- Kwanyama
- Litehu
- Luagala
- Lukokoda
- Lyenje
- Mahuta
- Maundo
- Mchichira
- Mdimbamnyoma
- Mdumbwe
- Michenjele
- Mihambwe
- Mihuta
- Milingodi
- Mkonjowano
- Mkoreha
- Mkundi
- Mkwiti
- Mnyawa
- Nambahu
- Namikupa
- Nanhyanga
- Naputa
- Ngunja
- Tandahimba